# Christel Baier

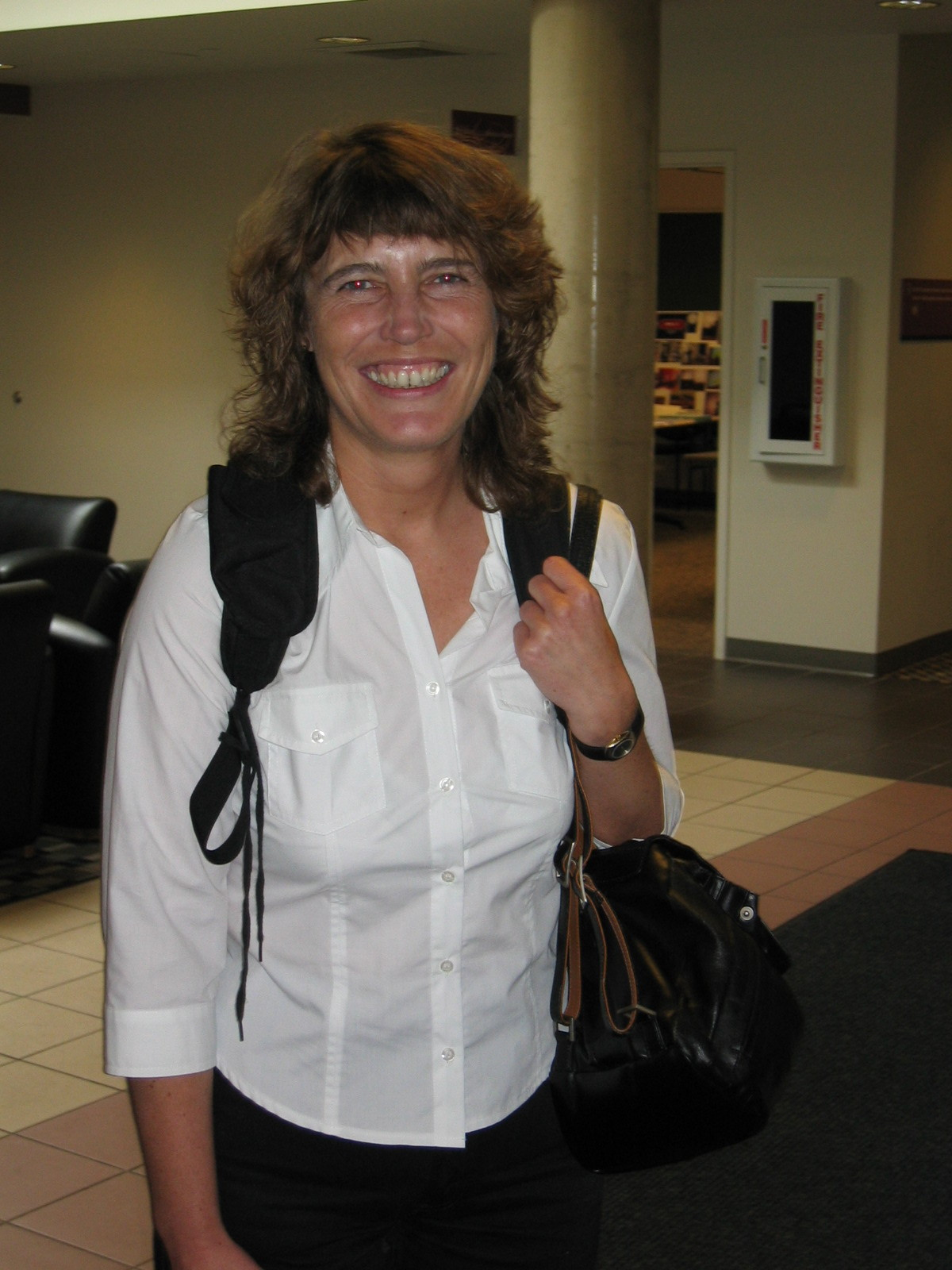
Christel Baier, 2004

Christel Baier (* 26. September 1965 in Karlsruhe) ist eine deutsche theoretische Informatikerin. Sie ist Inhaberin der Professur für algebraische und logische Grundlagen der Informatik an der TU Dresden.

## Leben
Baier legte ihr Abitur 1984 am Eduard-Spranger-Gymnasium in Landau in der Pfalz ab. Nach ihrem Studium legte sie 1990 ihr Diplom in Mathematik an der Universität Mannheim ab. Von 1990 bis 1994 war sie an der Universität Mannheim angestellt und beendete dort 1994 ihre Doktorarbeit im Bereich der Informatik mit summa cum laude. Baier blieb auch für ihre Habilitation von 1994 bis 1999 an der Universität Mannheim, die sie 1999 abschloss. Von 1999 bis 2006 war sie Associate Professor für Theoretische Informatik an der Rheinischen Friedrich-Wilhelms Universität Bonn. Im Oktober 2006 wurde sie auf die Professur für algebraische und logische Grundlagen der Informatik an der TU Dresden berufen. Seit 2011 ist sie Mitglied in der Academia Europaea.
Baiers Forschungsinteressen umfassen die Modellierung, Spezifikation und Verifikation reaktiver Systeme, die quantitative Analyse von stochastischen Systemen, probabilistisches Model Checking, temporale und modale Logiken, Automaten über infinitären Strukturen, Spieltheorie und die Verifikation von Systemen mit unendlich vielen Zuständen.
Zusammen mit Joost-Pieter Katoen veröffentlichte Baier das Buch Principles of Model Checking.
Von 2012 bis 2019 war Baier gewähltes Mitglied des Review Boards der Deutschen Forschungsgemeinschaft für Informatik (Fachkollegium 409), sie ist Mitglied des wissenschaftlichen Beirates von Schloss Dagstuhl – Leibniz-Zentrum für Informatik. Sie war außerdem Jury-Mitglied des Bundeswettbewerbs Jugend forscht von 2015 bis einschließlich 2020.
Baiers 2003 in IEEE TSE veröffentlichter Artikel „Model-Checking Algorithms for Continuous-Time Markov Chains“, den sie zusammen mit Boudewijn Haverkort, Holger Hermanns und Joost-Pieter Katoen verfasst hat, lag 2016 auf Platz 74 der 100 meistzitierten Papiere im Bereich Software Engineering.
Seit 2015 ist Baier Chefredakteurin der Acta Informatica. Seit 2025 ist sie Mitglied der Sächsischen Akademie der Wissenschaften.